# Waterlooplein
Waterlooplein er en plads i centrum af Amsterdam, Holland, Groot Waterloo nær Amstelfloden. Det daglige loppemarked på pladsen er populært hos turister. Stoperarådhuset og operabygning er ved pladsen samt Mozes en Aäronkerk-kirken.
Waterlooplein blev skabt i 1882 da Leprozengracht og Houtgracht kanaler blev fyldt. Pladsen er navngivet efter Slaget ved Waterloo i 1815.
Pladsen blev en markedsplads da byledelsen bestemte at de jødiske handlende i de nærliggende Jodenbreestraat og Sint Antoniebreestraat skulle flytte deres boder til pladsen. Waterlooplein blev et dagligt marked (undtagen om lørdagen, den jødiske sabbat) i 1893.
Under 2. verdenskrig blev det jødiske kvarter tømt da dets beboere af nazisterne blev sendt til koncentrationslejre. Markedet på Waterlooplein forsvandt i løbet af 1941. Efter krigen var det jødiske kvarter øde og Waterlooplein blev et loppemarked. Markedet er pt. ca. 300 boder og er åbent hver dag undtagen søndag. 
I 2005 præsenterede Det Jødiske Historiske Museum en udstilling med malerier og fotografier fra Waterlooplein. Udstillingen inkluderede arbejde af Wolfgang Suschitzky, Max Liebermann og Oskar Kokoschka.
Waterlooplein er et stop på Amsterdam Metro. Sporvognslinie 9 og 14 og Museumboot vandtaxien stopper ligeledes ved Waterlooplein. 

## Nær Waterlooplein
Kendte steder nær Waterlooplein inkluderer:
- Blauwbrug og Magere Brug broerne over Amstelfloden
- Rembrandt-museet
- Den Portugisiske synagoge
- Det Jødiske Historiske Museum
- Hermitage Amsterdam museet

## Eksterne links
- Waterlooplein
- Groot Waterloo
- Jødisk historisk museum

52°22′6″N 4°54′6″Ø / 52.36833°N 4.90167°Ø